# برتش هوم ستورز
برتش هوم ستورز (بالإنجليزية: British Home Stores)‏ وتختصر إلى BHS هي سلسلة من محلات التجزئة البريطانية.
في 2016م، اعلنت الشركة عن إفلاسها ووضعت تحت الحماية بسبب وطأة ديون تزيد عن 1.3 مليار جنيه إسترليني (نحو ملياري دولار) وذلك بعد عقود من حضور بارز في شوراع بريطانيا الرئيسية.